# Cantó de Dammartin-en-Goële
El cantó de Dammartin-en-Goële és un antic cantó francès del departament del Sena i Marne, que estava situat al districte de Meaux. Comptava amb 23 municipis i el cap era Dammartin-en-Goële.
Va desaparèixer al 2015 i el seu territori es va dividir entre el cantó de Mitry-Mory i el cantó de Claye-Souilly.

## Municipis
- Cuisy
- Dammartin-en-Goële
- Forfry
- Gesvres-le-Chapitre
- Juilly
- Longperrier
- Marchémoret
- Mauregard
- Le Mesnil-Amelot
- Montgé-en-Goële
- Monthyon
- Moussy-le-Neuf
- Moussy-le-Vieux
- Oissery
- Othis
- Le Plessis-l'Évêque
- Rouvres
- Saint-Mard
- Saint-Pathus
- Saint-Soupplets
- Thieux
- Villeneuve-sous-Dammartin
- Vinantes

## Història
| Data d'elecció                           | Identitat          | Partit                                     | Qualitat |
| ---------------------------------------- | ------------------ | ------------------------------------------ | -------- |
| 1945-1951                                | André Carrez       | PCF                                        |          |
| 1951-1976                                | Jean Pathus-Labour | Divers droite                              |          |
| 1976-1982                                | M. Gauthier        | PCF                                        |          |
| 1982-1994                                | Alain Romandel     | PS, després divers gauche                  |          |
| 1994-2008                                | Roger Boullonnois  | UDF, després UMP                           |          |
| 2008-                                    | Bernard Corneille  | MARS-GR, després PG, després Divers gauche |          |
| les dades anteriors no són pas conegudes |                    |                                            |          |
|                                          |                    |                                            |          |